# The Penalty (film fra 1920)
The Penalty er en amerikansk stumfilm fra 1920 af Wallace Worsley.

## Medvirkende
- Charles Clary som Dr. Ferris
- Doris Pawn som Barbary Nell
- James Mason som Frisco Pete
- Lon Chaney som Blizzard
- Milton Ross som Lichtenstein
- Ethel Grey Terry som Rose
- Kenneth Harlan som Dr. Wilmot
- Claire Adams som Barbara Ferris
- Montgomery Carlyle
- Cesare Gravina
- Lee Phelps
- Madlaine Traverse
- Edouard Trebaol som Bubbles
- Clarence Wilson
- Wilson Hummel